# Південноафриканська експедиція на Еверест 1996 року
Південноафриканська експедиція на Еверест 1996 року була широко розрекламованою експедицією британсько-південноафриканської команди альпіністів з метою підкорення вершини гори Еверест.

## Команда
До команди входили наступні учасники (в дужках зазначено вік на момент експедиції):
- Ієн Вудолл (39), керівник експедиції
- Кеті О'Дауд (27), викладачка журналістики
- Брюс Геррод (37), громадянин Великої Британії, науковець
- Дешун Дейсел (25), офіційно не мав дозволу на сходження і зупинився на висоті 6500 м
- Енді Хекленд, звільнений з команди Вудоллом
- Енді де Клерк, звільнений з команди Вудоллом
- Ед Фебрері, звільнений з команди Вудоллом
- Шарлотта Нобл, лікар команди, звільнена з команди Вудоллом
- Браян Поттінгер, кореспондент Sunday Times
- Річард Шорі, фотограф Sunday Times
- Кен Вернон, кореспондент Sunday Times
- Кен Вудолл, батько Ієна Вудолла
- Філіп Вудолл, менеджер Базового табору
- Шерпи-провідники: Лама Джангбу Шерпа, Анг Дордже, Пемба Тенджі // Пекка Тенджа[4]

## Хід експедиції
Експедицію очолював Ієн Вудолл, і вона мала за мету шанування пост-апартеїдної Південної Африки. 10 травня експедиція досягла Табору IV — останнього табору перед вершиною, на 923 м нижче від неї, де чекала сприятливої погоди для своєї спроби сходження на вершину. Того дня на Евересті сталася катастрофа через завірюху, в якій загинуло вісім альпіністів з різних країн, але південно-африканську групу вона не зачепила. Експедиція вже тоді була оточена суперечками щодо стилю керівництва Вудолла (див. нижче), і низку старших членів команди було звільнено з експедиції.
Після трагедії експедиція повернулася до Базового табору та після кількох днів відпочинку здійснила другу спробу, досягнувши вершини 28 травня. Вудолл і Кеті О'Дауд підкорили вершину о 10 ранку, але Брюс Геррод вийшов з табору значно пізніше. Він зв'язався з вершини з іншими по радіо о 17:00, але під час спуску зв'язок з ним припинився.
Пізніше його знайшли мертвим, заплутаним у мотузках на Сходинці Гілларі.

## Критика

### Сумніви у дійсності сходжень
Після сходження на вершину з'явилися припущення, що Вудолл та О'Дауд не досягли вершини. Ієн Вудс написав Елізабет Гоулі з Гімалайської бази даних з проханням звернутися за підтвердженням до шерпів, які підкорили вершину. Після інтерв'ю з Ламою Джангбу Шерпою сходження на вершину О'Дауд і Вудолла було підтверджено, але переконатися у сходженні Геррода Ієн Вудс не зміг.
Через рік американський альпініст Пітер Етанс дістався тіла Геррода, яке так і лишалося на Евересті, дістав його камеру та перерізав мотузки, що прив'язували його до гори. Після проявлення плівки було виявлено дві фотографії Геррода на вершині Евересту.

### Критика Вудолла як керівника
Американський журналіст Джон Кракавер, який був учасником комерційної експедиції новозеландця Роба Голла на Еверест у 1996 році, у своєму бестселері «У розрідженому повітрі» надзвичайно критично поставився до особистості та поведінки Вудолла під час його експедиції, зокрема зазначивши наступне:
- Диктаторський та маніпулятивний характер Вудолла змусив піти з експедиції трьох досвідчених південноафриканських альпіністів Едмунда Фебрері, Енді де Клерка та Енді Хекленда, а також лікаря експедиції Шарлотту Нобл[12]
- Вудолл збрехав про свої знання альпінізму, не маючи попереднього досвіду підйому на восьмитисячники[13].
- До того ж, він збрехав про свою військову службу, стверджуючи, що командував у британської армії елітною «Групою гірської глибинної розвідки» (якої ніколи не існувало) та служив інструктором у Королівській військовій академії Сандгерст; нічого з цього не було правдою[13]. Можливо, він запозичив назву підрозділу, в якому нібито служив, у знаменитої Групи пустельної глибинної розвідки часів Другої світової війни.
- Вудолл наполіг на тому, щоб учасник експедиції Енді де Клерк, який мав подвійне громадянство, в'їхав до Непалу за своїм південноафриканським паспортом, інакше його начебто не пустили б до експедиції. Згодом виявилося, що сам Вудолл навіть не мав південноафриканського паспорта, і в'їхав до Непалу за британським паспортом[14].
- Зіткнувшись з міжнародним скандалом, Вудолл вигнав з групи Кена Вернона та Річарда Шорі — репортерів спонсора експедиції, газети Sunday Times(інші мови), чия присутність та супровід були обов'язковими згідно зі спонсорським контрактом[14]. Пізніше Вудолл мав «жахливу суперечку» з Кеном Оуеном, редактором «The Sunday Times», внаслідок чого газета припинила підтримку експедиції[15]. Після сварки з газетою[16] експедицію освітлювали інші ЗМІ, зокрема Talk Radio 702(інші мови)[1].
- Відмовившись координувати гірський рух та співпрацювати з іншими експедиціями, щоб уникнути заторів на вершинному хребті, він заявив: «Південноафриканці підніматимуться на вершину, коли їм, чорт забирай, заманеться, а той, кому це не сподобається, забиратися геть» англ. The South Africans would go to the top whenever they damn well please, and anyone who didn't like it could bugger off[17]. Ймовірно, це було сказано 10 травня, коли Роб Голл та Скотт Фішер зі своїми експедиціями запланували одночасне сходження на вершину. Голл, Фішер та шестеро інших загинули під час експедиції, значною мірою через низку подій, спричинених затором на верхній частині гори. Однак немає жодних доказів того, що саме присутність південноафриканської команди, прямо чи опосередковано, спричинила або значно загострила проблеми з заторами того дня.
- Після катастрофи 10 травня Вудол відмовився позичити команді Голла, яка зазнала лиха, потужний радіозв'язок південноафриканської експедиції для координації рятувальних зусиль, незважаючи на те, що знав, що на вершині гинуть люди.[18]

### Звинувачення у токенізмі
Крім іншого, південно-африканську експедицію звинуватили в тім, що Дешун Дейсел, явно недосвідчена як альпіністка, будучи так званою «кольоровою», була включена до експедиції лише через свою расу.